# فلسفة الحياة

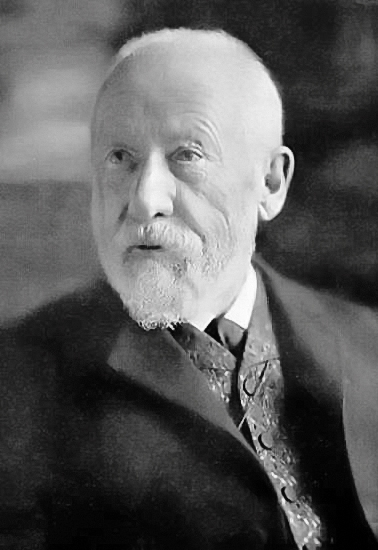
فيلهلم ديلثي

فلسفة الحياة هناك حاستان على الأقل يستخدم فيهما مصطلح الفلسفة: شعور رسمي وغير رسمي. بالمعنى الرسمي، الفلسفة هي دراسة أكاديمية لمجالات علم الجمال، والأخلاق، ونظرية المعرفة، والمنطق، والميتافيزيقيا، وكذلك الفلسفة الاجتماعية والسياسية. «فلسفة الحياة» للفلسفة هي الفلسفة بالمعنى غير الرسمي، باعتبارها فلسفة شخصية، والتي تركز على حل الأسئلة الوجودية حول الحالة الإنسانية.
يشير المصطلح أيضًا إلى مفهوم محدد للفلسفة كطريقة للحياة،  أقرتها حركة Lebensphilosophie الألمانية وممثلها الرئيسي Wilhelm Dilthey  والعديد من الفلاسفة القاريين الآخرين مثل Henri Bergson  و Pierre Hadot . 

## الوضع الإنساني
يبدو أن الوضع الإنساني هو صراع بين ما هو (الوجود) وما يجب أن يكون (الجوهر). 
- المواقف المعيارية   - البدائل والاختيار والحرية والقيم والمعايير والمثل العليا والالتزام والمسؤولية
- المأزق الوجودي   - الانعزال، الاغتراب، القلق، الشعور بالذنب، ازدواجية، Thrownness

## الإجابات الرئيسية على السؤال الوجودي
هناك ثلاث نظريات سائدة على الأقل حول كيفية الرد على السؤال الوجودي. 

### الحرمان من الجوهر
- العدمية، إنكار المعنى

### الحرمان من الوجود
- الجوهرية

### تأكيد الحياة
- الإنسانية العلمانية
- الدين

## الدين كمحاولة للتغلب على المأزق الوجودي
هناك نوعان أساسيان من الوجودية: 

### الوجودية الدينية
وأفضل مثال على الوجود الديني هو القديس أغسطينوس، وبليز باسكال، وبول تيليتش، وفلسفة سورين كيركيجارد. الوجودية الدينية ترى أن هناك مستويين للواقع، الجوهر، والتي هي أساس الوجود، والوجود. الدين هو الشاغل النهائي في هذا الرأي. 

### الوجودية الإلحادية
وأفضل مثال على الوجود الإلحادي فريدريش نيتشه، ومارتن هايدغر، وجان بول سارتر. إنه يعتقد أن هناك مستوى واحد من الواقع، الوجود. في هذا الرأي، يبني كل شخص جوهره الفريد والمؤقت. 